# タフリナ菌綱
タフリナ菌綱(Taphrinomycetes)は、タフリナ菌亜門に所属する綱の一つ。唯一の目 タフリナ目の下に2科、8属、140種を含む。